# Maj Lindman
Mary Hultén, känd som Maj Lindman, född 17 augusti 1886 i Örebro församling, död 6 augusti 1972 i Grödinge församling i Stockholms län, var en svensk illustratör, bildkonstnär, författare och skulptör. Hon har även kallats Maj Lindman-Jan och Maj Lindman-Hultén.
Maj Lindman var dotter till civilingenjören Christian Lindman och Edla Löfquist samt sondotter till Christian Fredrik Lindman.
Hon studerade vid Kerstin Cardons målarskola 1905–1906 och vid Konstakademien 1907–1908. Hon har skrivit och illustrerat boken Rufsi, Tufsi, Tott och den lilla hunden med det gula örat samt ett hundratal andra verk. Ett flertal av dem översatta och utgivna i USA, bland annat tidigare nämnda serie om Rufsi, Tufsi och Tott (om tre små flickor) och Snipp Snapp Snurr (om tre pojkar) som av New York Times beskrevs som "popular with the little children". 
Lindman har även illustrerat ett flertal utgåvor av svenska skolplanscher. 
Maj Lindman var 1908–1921 gift med Gustaf Jansson (1885–1946), känd som konstnären Gustaf Jansson-Jan. De fick barnen Åke (1909–1991), Brita Hamilton (1913–1999) och Karin Lindman (1914–2002). Därefter var hon från 1925 till makens död gift med fondchefen Bengt Hultén (1894–1972). Hon använde ibland dubbelnamn men var folkbokförd Jansson och sedan Hultén i respektive äktenskap.
Hon är begravd på Bromma kyrkogård.